# Lensia meteori
Lensia meteori is een hydroïdpoliep uit de familie Diphyidae. De poliep komt uit het geslacht Lensia. Lensia meteori werd in 1934 voor het eerst wetenschappelijk beschreven door Leloup. 